# NGC 5620
NGC 5620 ist eine 14,2 mag helle, linsenförmige Galaxie vom Hubble-Typ E-S0 im Sternbild Kleiner Bär und etwa 417 Millionen Lichtjahre von der Milchstraße entfernt.
Sie wurde am 3. April 1785 von Wilhelm Herschel mit einem 18,7-Zoll-Spiegelteleskop entdeckt, der sie dabei mit „eF, not verified“ beschrieb. Dies ist eine der wenigen umstrittenen Entdeckungen von Wilhelm Herschel. Auf Grund einer ungenauen Positionsangabe ist es wahrscheinlicher, dass er NGC 5607 beobachtet hat.